# Éric Ferrer
Pour les articles homonymes, voir Ferrer.
Éric Ferrer, né le 12 février 1956 à Bône en Algérie, est un pianiste concertiste français.

## Biographie
Éric Ferrer commence l’étude du piano à l’âge de cinq ans. Il découvre sa vocation de musicien au contact de grands maîtres rencontrés en France à l'âge de huit ans. Il entre au Conservatoire national supérieur de musique de Paris en 1974, puis à l’École normale de musique de Paris - Alfred Cortot, dont il est lauréat. Il a travaillé avec Raymond Trouard, Jeanne-Marie Darré, Christian Ivaldi, Pierre-Max Dubois, Gabriel Tacchino et Pierre Reach avec lequel il a préparé la licence de concert de l’École normale de musique de Paris. Il rencontre György Cziffra qui l'accueille à la chapelle Saint-Frambourg de Senlis. À partir de 1978, il participe à des concours internationaux et obtient une récompense au concours Maria Canals de Barcelone. Il donne des concerts de musique de chambre avec Christian Ivaldi et en duo de piano à quatre mains avec Pierre-Alain Volondat. 
Il s'implique dans l'action culturelle de la ville de Créteil pour la mise en place de la première fête de la musique et organise des manifestations culturelles. Il devient maire-adjoint à la culture de Créteil (sans étiquette politique). 
Il parcourt les clubs Med et Jet Tours, équipé d'un piano adapté au transport aérien, en France, Allemagne, Chine, Égypte, Espagne, Japon, Maroc, Mexique, Sénégal, Suisse, Tunisie, avec un répertoire classique et jazz. Il organise dans les années 2000 et 2005 des tournées musicales avec le producteur Philippe Azoulay. Il enseigne dans les conservatoires de Créteil, Melun, Courbevoie. 
En 2012, il participe au jury du Concours International de Piano Nice Côte d'Azur présidé par Gabriel Tacchino aux côtés de Raoul Sosa et de la princesse Caroline Murat.

## Concerts
- 15/10/2011 : Concert à quatre mains avec Pierre-Alain Volondat au Château de la Verrerie.
- 15/09/2011 : Recital à l'Église du Sacré-Cœur de Menton.
- 15/10/2010 : Concert à quatre mains avec Ferenc Vizi à la Salle Cortot de Paris.
- 30/09/2010 : Concert Jazz à l'Espace Carpeaux de Courbevoie.
- 26/07/2010 : Concert à Radio France « D'une rive à l'autre »[1]
- 28/05/2010 : Concert à quatre mains avec Pierre-Alain Volondat à l'Auditorium Berlioz de Courbevoie.
- 20/11/2009 : Concert à quatre mains avec Ferenc Vizi à l'Auditorium Berlioz de Courbevoie.